# Pantoclis sulcata
Pantoclis sulcata är en stekelart som först beskrevs av Thomson 1858.  Pantoclis sulcata ingår i släktet Pantoclis, och familjen hyllhornsteklar. Arten är reproducerande i Sverige.